# Detroit Rock City (Lied)
Detroit Rock City ist ein 1976 veröffentlichtes Lied der US-amerikanischen Hard-Rock-Band Kiss. Es war der Eröffnungstitel des von Bob Ezrin produzierten Albums Destroyer.

## Hintergrund
Detroit Rock City beginnt in seiner Album-Version mit einem Radio-Nachrichtensprecher, der die Meldung über einen Verkehrsunfall verliest. Anschließend verlässt scheinbar jemand das Haus, in dem das Radio lief, steigt in ein Auto und startet den Motor. Die Person schaltet das Radio ein, in dem der Kiss-Titel Rock and Roll All Nite zu hören ist, und fährt los. Aus dieser Situation heraus beginnt das Lied.
Für die Aufnahme der vorgenannten Toneffekte verließ Bob Ezrin mit einem Aufnahmegerät das Studio und nahm die Geräusche auf, die entstanden, als er die Tür öffnete, ins Auto stieg und den Motor startete. Zusätzlich benutzte er einen kleinen Sender, der Rock and Roll All Nite aus dem Studio ins Auto übertrug. Ezrin übernahm auch die Rolle des Nachrichtensprechers aus der Radiosendung und verlas den selbst verfassten Nachrichtentext.
Auch das Gitarrensolo des Songs wurde von Ezrin geschrieben, der Ace Frehley genau vorgab, was und wie er spielen sollte. Hierdurch entstand ein für Frehley ungewöhnlich strukturiertes Solo.
Das Lied endet mit dem Geräusch quietschender Reifen und eines anschließenden Zusammenstoßes, aus dem heraus nahtlos zum zweiten Titel des Albums, King of the Night Time World, übergeleitet wird, das mit der Rückkopplung von Frehley’s Gitarre beginnt.
Das Lied wurde durch ein tatsächliches Ereignis inspiriert. Ein Fan war 1975 während der Dressed-to-Kill-Tournee auf dem Weg zu einem Kiss-Konzert in Charlotte ums Leben gekommen. Außerdem wollte Paul Stanley eine Hommage an die Stadt schreiben, in der Kiss bereits als Headliner auftraten, als die Gruppe andernorts noch weitgehend unbekannt war.
Für den Song wurde älteres Material, das bisher keine Verwendung gefunden hatte, überarbeitet. Unter anderem wurden Elemente des Titels Two Timer vom Album Dressed to Kill und Teile des nie veröffentlichten Songs Acrobat verwendet.
Detroit Rock City wurde Anfang August 1976 als dritte Single aus dem Album ausgekoppelt, erzielte aber keine Platzierung in den US-Single-Charts. Es konnte sich in den Cashbox-Charts etablieren und erreichte dort Platz 87. In Deutschland gelangte der Song bis auf Platz 14. Der Single-Edit enthielt weder das Intro noch den abschließenden “Unfall” der Album-Version.

## Coverversionen
Die aus Karlsruhe stammende Band Pink Cream 69 nahm das Lied 1991 auf und veröffentlichte es auf der EP 49°/8°. Die Gruppe The Mighty Mighty Bosstones nahm den Song für das 1994 erschienene Kiss-Tributealbum Kiss My Ass auf. Diese Coverversion wurde als einzige Single aus dem Album ausgekoppelt und erschien auf grünem Vinyl. 2008 erschien eine Version der Band Melvins. 2009 veröffentlichte Kiss technisch gesehen eine Coverversion des eigenen Liedes, als die Gruppe einige ihrer Lieder neu aufnahm. Im Jahre 2020 nahm die japanische All-Girl-Rockband Nemophila für ihren YouTube-Kanal eine Coverversion auf, wofür die Band auch das typische Gesichts-Make-Up von Kiss anlegte.